# Вельдзондз
Вельдзондз (пол. Wieldządz) — село в Польщі, у гміні Плужниця Вомбжезького повіту Куявсько-Поморського воєводства.
Населення — 293 особи (2011).
У 1975-1998 роках село належало до Торунського воєводства.

## Демографія
Демографічна структура станом на 31 березня 2011 року:
|          | Загалом | Допрацездатний вік | Працездатний вік | Постпрацездатний вік |
| -------- | ------- | ------------------ | ---------------- | -------------------- |
| Чоловіки | 155     | 29                 | 108              | 18                   |
| Жінки    | 138     | 30                 | 63               | 45                   |
| Разом    | 293     | 59                 | 171              | 63                   |